# Klaus Laabs
Klaus Laabs (* 21. Januar 1953 in Berlin) ist ein literarischer Übersetzer und Herausgeber. Vorrangig übersetzt er Werke hispanoamerikanischer, französischer sowie frankophoner Autoren aus der Karibik und Afrika (u. a. José Lezama Lima, Reinaldo Arenas, Alejandra Pizarnik, César Aira, Aimé Césaire, Daniel Maximin) sowie Theaterstücke katalanischer Autoren (Sergi Belbel, Josep Maria Benet i Jornet), zudem Lyrik und Prosa aus dem Portugiesischen, Russischen und Englischen (Arseni Tarkowski, Wole Soyinka). Seine Übersetzung des Romans „Inferno. Oppiano Licario“ von José Lezama Lima stand 2005 auf der Shortlist des Leipziger Buchpreises.
Politisch hat sich Laabs als Aktivist der DDR-Schwulenbewegung einen Namen gemacht.

## Leben
Der Sohn des Pädagogen und Bildungspolitikers Hans-Joachim Laabs trat 1971 noch vor seinem Abitur der SED bei. 1972 begann er ein Diplomatiestudium am Moskauer Staatlichen Institut für Internationale Beziehungen (MGIMO). 1975 wurde er wegen „ideologischer Abweichungen“ und „unerlaubten Westkontakts“ vom Studium abberufen und musste sich anschließend als Schichtarbeiter „in der Produktion bewähren“ (Isolierer im VEB Kabelwerk Köpenick; dreimal Aktivist der sozialistischen Arbeit).
1976 begann er einen dreijährigen Dienst bei der NVA und studierte danach an der Humboldt-Universität zu Berlin Romanistik / Lateinamerikanistik / Literaturwissenschaft (1984 Abschluss als Diplom-Romanist). In dieser Zeit begann sein Engagement in der DDR-Schwulenbewegung. Vor allem sein Versuch, die Schwulenfrage in der SED-Organisation der Universität zu diskutieren, sowie sein Protest gegen die Sprengung der unter Denkmalschutz stehenden Gasometer in Prenzlauer Berg (Eingaben beim Obersten Gericht und beim Staatsrat der DDR) führten zum Ausschluss aus der SED und damit zum Ende seiner wissenschaftlichen Laufbahn. In der nachfolgenden Nischenexistenz als freiberuflicher literarischer Übersetzer erwarb er sich rasch Anerkennung. Als Dolmetscher erhielt er trotz staatlicher Lizenz 1985 Berufsverbot. Am 15. Januar 1989 wurde er nach einer Protestaktion bei der staatlichen Liebknecht-Luxemburg-Demonstration durch die Staatssicherheit in Gewahrsam genommen. Im Oktober 1989 beteiligte er sich an der Mahnwache in der Ostberliner Gethsemanekirche und rief zur Gründung eines Rosa-lila Forums für Schwule und Lesben auf. Am 7. Oktober 1989 wurde er bei der Demonstration auf der Ostberliner Schönhauser Allee verletzt und musste mit einem Schädel-Hirn-Trauma für mehrere Wochen ins Krankenhaus.
Nach Revision seines SED-Ausschlusses im November 1989 nahm Laabs, gemeinsam mit Rainer Land, im Januar 1990 an der Gründungsinitiative für eine „Unabhängige Sozialistische Partei“ teil, wurde dann Mitglied der Alternativen Liste (AL) und, nach deren Fusion mit dem Bündnis 90, der PDS.
Durch die Liquidierung der DDR-Verlage verlor Laabs 1990 seine Auftraggeber, er war lange arbeitslos, engagierte sich aber beim Aufbau des im Januar von ihm mitbegründeten henschel SCHAUSPIEL Theaterverlages Berlin. Seit 1994 ist er freiberuflich als literarischer Übersetzer tätig und übernimmt seither auch immer wieder Lehraufträge am Lateinamerika-Institut der Freien Universität Berlin. Seit 2017 ist Laabs Mitglied im PEN-Zentrum Deutschland.

## Werke (Auswahl)
- Hg.: Lesben, Schwule, Standesamt. Die Debatte um die Homoehe. Links-Verlag, Berlin 1991, ISBN 3-86153-020-1.
- In eigener Sache, maskiert. In: Wolfram Setz (Hg.): Homosexualität in der DDR. Materialien und Meinungen, Bibliothek rosa Winkel, Band 42, Männerschwarm Verlag Hamburg 2006, ISBN 3-935596-42-1